# هانا سندستروم
هانا سندستروم (انگلیسی: Hanna Sandström؛ زادهٔ ۱۵ اوت ۱۹۹۵) بازیکن فوتبال اهل سوئد است.
وی همچنین در تیم ملی فوتبال Sweden U17 بازی کرده‌است.